# Marek Wawrzyński

Marek Wawrzyński

Marek Wawrzyński (ur. 1965 w Nowosielcach) – polski poeta współczesny. Jeden z najważniejszych przedstawicieli minimalizmu w poezji polskiej. Prozaik i tłumacz. Laureat konkursu literackiego Czasu Kultury z 1996 roku, Międzynarodowej Nagrody Literackiej im. Mikołaja Gogola "Triumf" (2016) za tomik "Na marginesach", Nagrody im. Pantelejmona Kulisza (2017) za książkę "Ulisses". Studiował polonistykę i ukrainoznawstwo na UJ.

## Twórczość
- Wiersze (1992)
- Spis treści (1999)
- Zeszyt (2001)
- Na stronach (2005)
- Wiersze zbiorowe (2006)
- 129 wierszy polskich (2007),
- Wiersze zebrane. Collected poems, w tłum. Dominiki Musielok (2009)
- Katalog (2011)
- Znaczki polskie (2013)
- Wiersze (2013)
- На марґінесах (Na marginesach), w tłum. Wiktora Melnyka (Łuck, 2015)[3]
- Ulisses/Улісс, w tłum. Wiktora Jaruczyka (Łuck, 2016)[4]

Publikował m.in. w Dekadzie Literackiej, Toposie, Arcanach, Metaforze, Arkadii, Magazynie Literackim, Megalopolis, Kresach Literackich, we Frazie, w kijowskiej Literaturze Plus [w tłumaczeniu Ołeksandra Irwanća na język ukraiński], we włoskim piśmie Zeta (przekład: Marco Bruno). W 2015 ukazał się na Ukrainie wybór jego wierszy "Na marginesach", w tłumaczeniu Wiktora Melnyka.
O jego twórczości pisali m.in.: Piotr Wiktor Lorkowski, Izabela Mikrut, Bronisław Maj, Ignacy Fiut, Tomasz Kunz, Oleg Sołowej, Wasyl Słapczuk.